# Kosovski vilajet
Kosovski vilajet (tur. Kosova Vilayeti) bila je provincija Otomanskog Carstva, čiji je teritorij znatno veći od teritorija današnjeg Kosova. 
Obuhvaćao je cijelo današnje Kosovo i područje Sandžaka (jugozapadni dio Srbije i sjeveroistočni dio Crne Gore), sjeverozapadni dio Makedonije i sjeverni dio Albanije. Sjedište Kosovskog vilajeta bilo je u Skoplju. 
Većinsko stanovništvo činili su Albanci. Krajem 19. i početkom 20.stoljeća, Kosovski vilajet bio je središte albanskog narodnog preporoda.
Kosovski vilajet osnovan je odvajanjem od Rumelije, obuhvaćajući Prizrenski i Vučitrnski sandžak, kao dio administrativnih reformi Otomanskog Carstva iz 1864. godine. Ime je dobio po Kosovu, koje je bilo u središtu vilajeta.